# Liste der Ortschaften im Bezirk Baden
Die Liste der Ortschaften im Bezirk Baden enthält die 30 Gemeinden und ihre zugehörigen Ortschaften im niederösterreichischen Bezirk Baden (Einwohnerzahlen in Klammern vom 1. Jänner 2024).
Kursive Gemeindenamen sind keine Ortschaften, in Klammern der Status Markt bzw. Stadt. Die Angaben erfolgen im offiziellen Gemeinde- bzw. Ortschaftsnamen, wie von der Statistik Austria geführt.
- Alland  (Markt, 1.580)
  - Glashütten (110)
  - Groisbach (228)
  - Holzschlag (56)
  - Maria Raisenmarkt (149)
  - Mayerling (288)
  - Rohrbach (48)
  - Schwechatbach (108)
  - Untermeierhof (89)
  - Windhaag (24)

- Altenmarkt an der Triesting (Markt, 553)
  - Klein-Mariazell (219)
  - Nöstach (403)
  - St. Corona am Schöpfl (331)
  - Sulzbach (71)
  - Thenneberg (599)

- Bad Vöslau (Stadt, 8.146)
  - Gainfarn (3.804)
  - Großau (492)

- Baden (Stadt, 25.923)
- Berndorf (Stadt, 8.944)
- Blumau-Neurißhof (1.938)
- Ebreichsdorf (Stadt, 5.671)
  - Schranawand (201)
  - Unterwaltersdorf (3.378)
  - Weigelsdorf (2.728)

- Enzesfeld-Lindabrunn  (Markt, 4.327)
- Furth an der Triesting (870)
- Günselsdorf  (Markt, 1.728)
- Heiligenkreuz (555)
  - Füllenberg (39)
  - Preinsfeld (133)
  - Sattelbach (148)
  - Siegenfeld (747)

- Hernstein  (Markt, 487)
  - Aigen (357)
  - Alkersdorf (55)
  - Grillenberg (420)
  - Kleinfeld (46)
  - Neusiedl (187)
  - Pöllau (26)

- Hirtenberg  (Markt, 2.609)
- Klausen-Leopoldsdorf (1.680)
- Kottingbrunn  (Markt, 7.532)
- Leobersdorf  (Markt, 5.265)
- Mitterndorf an der Fischa (3.096)
- Oberwaltersdorf  (Markt, 5.184)
- Pfaffstätten  (Markt, 3.392)
  - Einöde (96)

- Pottendorf  (Markt, 4.980)
  - Landegg (1.128)
  - Siegersdorf (723)
  - Wampersdorf (850)

- Pottenstein  (Markt, 2.587)
  - Fahrafeld (366)

- Reisenberg  (Markt, 1.778)
- Schönau an der Triesting (1.465)
  - Dornau (17)
  - Siebenhaus (636)

- Seibersdorf  (Markt, 569)
  - Deutsch-Brodersdorf (1.010)

- Sooß  (Markt, 1.065)
- Tattendorf (1.435)
- Teesdorf  (Markt, 1.891)
- Traiskirchen (Stadt, 6.825)
  - Möllersdorf (4.541)
  - Oeynhausen (1.164)
  - Tribuswinkel (3.635)
  - Wienersdorf (3.044)

- Trumau  (Markt, 3.738)
- Weissenbach an der Triesting (Markt, 925)
  - Gadenweith (54)
  - Kienberg (14)
  - Neuhaus (643)
  - Schwarzensee (60)